# John Gould
Aquest autor és citat en taxonomia animal amb el nom «Gould».
John Gould (14 de setembre del 1804 – 3 de febrer del 1881), fou un naturalista i ornitòleg britànic.
La Gould League d'Austràlia duu el seu nom en honor de les seves contribucions a l'ornitologia. La seva identificació dels pinsans de Charles Darwin fou bàsica pel desenvolupament de la teoria de l'origen de les espècies.

## Biografia
Gould nasqué a Lyme Regis (Dorset) i era el fill d'un jardiner. Poc després del seu naixement el seu pare obtingué un càrrec en una finca prop de Guildford (Surrey) i el 1818 fou nomenat capatàs dels jardins reials de Windsor. Gould inicià la seva formació com a horticultor i fou aleshores quan es convertí en un expert en taxidèrmia.
El 1824 fundà un negoci de taxidèrmia a Londres i les seves habilitats el dugueren a ser el primer conservador del museu de la Zoological Society of London el 1827.
El seu treball el posà en contacte amb els millors naturalistes d'Anglaterra i li donà l'oportunitat de ser el primer a veure les noves col·leccions d'aus que arribaven a la Societat.
El 1830 arribà una col·lecció d'aus de l'Himàlaia, de les quals moltes no s'havien descrit amb anterioritat. Gould publicà aquestes aus a A Century of Birds from the Himalayas (1830–1832). El text fou escrit per Nicholas Aylward Vigors i les il·lustracions eren litografies de la seva dona Elizabeth Gould. Aquest treball fou seguit per quatre més en els set anys següents, amb textos del mateix Gould i editats per Edwin Prince. Algunes de les il·lustracions eren d'Edward Lear.
Quan Charles Darwin presentà els espècimens d'aus i mamífers recollits durant el seu viatge al Beagle a la Societat Geològica de Londres a la seva reunió del 4 de gener de 1837, les aus foren entregades a Gould per la seva identificació. Després de treballar-hi, a la següent reunió del 10 de gener informà que les aus de les illes Galápagos que Darwin pensava que eren merles, durbecs i pinsans, eren en realitat "una sèrie de pinsans prou particular" per "formar un grup totalment nou, que contindria 12 espècies". La història arribà als diaris. Al març, Darwin i Gould es trobaren de nou, descobrint que el "cargolet de les Galápagos" de Darwin era en realitat una altra espècie de pinsà i que els mims que havia recollit a cada illa eren en realitat espècies separades i no variacions, amb parents a la Sud-amèrica continental.
Posteriorment Gould informà que el petit nyandú del sud que havia sigut salvat d'un sopar de Nadal era una espècie nova que anomenà Rhea darwinii, amb un territori que s'encavalcava parcialment amb els el dels nyandús del nord. Darwin no s'havia molestat a etiquetar els seus pinsans indicant l'illa de procedència, però altres membres de l'expedició tingueren més cura. Darwin buscà els espècimens recollits pel capità Robert FitzRoy i per la tripulació. A partir d'ells fou capaç d'establir que cada espècie era única de certes illes, cosa que suposà un important pas en el desenvolupament de la teoria de l'evolució.

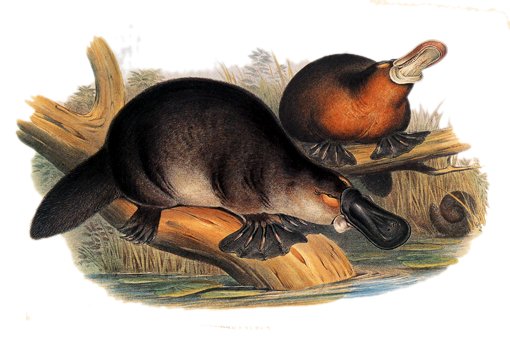
Ornitorrincs. Autor: John Gould.

El 1838, el matrimoni Gould embarcà cap a Austràlia amb el propòsit d'estudiar les aus del país i ser els primers a publicar un llibre sobre el tema. Els acompanyà el naturalista John Gilbert. Arribaren a Tasmània al setembre, coneixent el governador John Franklin i la seva dona. Gould i Gilbert recolliren exemplars a l'illa.
Al febrer del 1839 Gould embarcà cap a Sydney, deixant la seva dona embarassada amb els Franklin. Gould viatjà fins a l'estació del seu cunyat a Yarrundi, prenent temps per buscar ptilonorínquids a la serralada Liverpool. A l'abril tornà a Tasmània pel naixement del seu fill. Al maig embarcà cap a Adelaida per conèixer Charles Sturt, que s'estava preparant per una expedició al riu Murray. Gould recollí espècimens a les muntanyes de la cadena Mount Lofty i a Murray Scrubs, tornant a Hobart al juliol. Després viatjà amb la seva dona a Yarrundi. Tornaren a Anglaterra al maig del 1840.
El resultat del viatge fou The Birds of Australia (1840–1848) - inclou imatges seleccionades de l'obra. El llibre incloïa 600 làmines en set volums, 328 de les espècies eren noves per la ciència i foren batejades per Gould. També publicà A Monograph of the Macropodidae, or Family of Kangaroos (1841–1842) i The Mammals of Australia (1849–1861) - inclou imatges seleccionades de l'obra Arxivat 2008-09-06 a Wayback Machine..
Vegeu també (en anglès): Digitised album held by the National Library of Australia
Després de la mort de la seva dona el 1841, els llibres de Gould foren il·lustrats per diferents artistes, incloent-hi Henry Constantine Richter i Joseph Wolf.
Durant la seva carrera professional Gould sentí un especial interès pels colibrís. Acumulà una col·lecció de 320 espècies, que exhibí a la Gran Exhibició del 1851. Malgrat el seu interès Gould mai no havia vist un colibrí viu.
Al maig del 1857 viatjà als Estats Units amb el seu segon fill Charles. Arribà a Nova York abans de la temporada per veure colibrís a la ciutat i el 21 de maig als jardins Bartram de Filadèlfia (Pennsilvània) pogué veure el seu primer colibrí viu (Archilochus colubris). Després continuà el seu viatge a Washington on pogué veure un gran nombre d'ells als jardins del Capitoli. Gould intentà arribar a Anglaterra amb exemplars vius però sense saber les condicions necessàries per mantenir-los amb vida el màxim que pogué mantenir-los foren dos mesos. Gould publicà el seu Monograph of Trochilidae el 1861.
La Gould League, fundada a Austràlia el 1909, fou anomenada així en honor seu. Aquesta organització dona a molts australians la seva primera introducció a les aus, juntament amb educació ecològica i ambiental. Un dels seus més importants patrocinadors és la Royal Australasian Ornithologists Union (ara coneguda com a Birds Austràlia).

## Honors
Moltes espècies foren dedicades a John Gould:
- Nicholas Aylward Vigors (1785-1840) el 1831, Aethopyga gouldiae
- René Primevère Lesson (1794-1849) el 1832, Lophornis gouldii
- Johann Natterer (1787-1843) el 1837, Selenidera gouldii
- Philip Lutley Sclater (1829-1913) el 1857, Euphonia gouldi